# Thulin Typ D
Thulin Typ D var ett svenskt flygplan som licenstillverkades vid AB Enoch Thulins Aeroplanfabrik i Landskrona.
Den var en variant av Morane-Saulnier L. Flygplanet var av monoplanstyp, där vingen var monterad ovanför flygplanskroppen. Smeknamnet Parasol kommer från den mast som med vajrar bar upp vingens ovansida. Hjullandstället var fastsatt med en sporrfjäder strax framför höjdrodret. Det första flygplanet tillverkades hösten 1914 och ställdes ut under flygveckan i Stockholm i maj 1915. Under 1918 gjordes försök att ersätta den tvåbladiga propellern mot en fyrbladig. Flygplanet tillverkades i fem exemplar. Föreningen Skånska kvinnor samlade in pengar och köpte ett Typ D som överlämnades till Svenska Arméflygets representant Karl Amundson vid en ceremoni 20 augusti 1915. Året efter skänktes ytterligare ett flygplan till det nybildade Flygkompaniet från samma förening. Båda flygplanen drogs bort från aktiv tjänst 1918. De tre övriga flygplan av Typ D som tillverkades användes vid Thulins flygskola på Ljungbyhed. Ett av skolflygplanen köptes av Eric von Rosen, som donerade det till de vita i det finska inbördeskriget 1918. Det kom att bli Finlands flygvapens första flygplan. Von Rosen som medföljde piloten Nils Kindberg under leveransflygningen från Umeå till Vasa den 6 mars 1918, i Finland betraktat som landets flygvapens grundandedag, dömdes senare för brott mot förbudet mot civil flygning som infördes i samband med första världskriget. 
Planet fick registreringen F1, som aldrig hann målas på, och var försett med von Rosens personliga lyckosymboler, blå hakkors, på vingarna. F1 utförde ett tiotal stridsuppdrag, främst spaning för general Mannerheims högkvarter, men även fällning av flygblad och små bomber från bakre sittbrunnen. Planet opererade från fyra snabbt upprättade rudimentära baser i norra Tavastland, men totalhavererade i Tammerfors den 16 april 1918, varvid föraren Westman (svensk frivillig) och mekanikern Nylund omkom.
Finland köpte en andra Typ D, registrering F4, som förstördes vid motorbrand på basen i Orivesi den 28 mars 1918.
Typ D avbildas i Finland på ett flertal minnesstenar och en fullstor replika finns på Mellersta Finlands flygmuseum i Jyväskylä. 